# 밀러드 미첼
밀러드 미첼(Millard Mitchell, 1903년 8월 14일 ~ 1953년 10월 13일)는 쿠바의 연극 배우, 영화배우, 텔레비전 배우, 배우이다.

## 영화
- 히어 컴 더 걸스 (1953년)
- 운명의 박차 (1953년)
- 마이 식스 컨빅츠 (1952년)
- 사랑은 비를 타고 (1952년) - R.F. 심슨 역
- 유어 인 더 네이비 나우 (1951년)
- 미스터 880 (1950년)
- 건파이터 (1950년)
- 윈체스터 73 (1950년)
- 도둑의 고속도로 (1949년) - 에드 역
- 정오의 출격 (1949년)
- 외교 문제 (1948년)
- 이중 생활 (1947년)
- 스웰 가이 (1946년)